# Estação Charles Michels
Charles Michels é uma estação da Linha 10 do Metrô de Paris, localizada no 15.º arrondissement de Paris.

## Localização
A estação está situada a leste da place Charles-Michels e orientada a leste-oeste, ao longo do eixo da avenue Émile-Zola. Está situada entre as estações Javel - André Citroën e Avenue Émile Zola.

## História
A estação foi aberta em 13 de julho de 1913 com a entrada em serviço do primeiro trecho da linha 8, da qual constitui provisoriamente o terminal ocidental (depois de Opéra) até 30 de setembro do mesmo ano, data em que a linha foi estendida por uma travessia sob o Sena até a estação Porte d'Auteuil.
Ele deve seu nome inicial de Beaugrenelle à sua localização na Place Beaugrenelle, em homenagem ao bairro de mesmo nome. Este último significava Belle Garenne, ou seja, "lugar onde vivem os coelhos"; era um convite publicitário criado pela Société des Entrepreneurs du Village de Grenelle durante a urbanização deste bairro, que pertencia à comuna de Vaugirard até 1830, depois ao de Grenelle, anexado ambas a Paris pela lei de 16 de junho de 1859.
Durante a noite de 26 a 27 de julho de 1937, a estação foi transferida para a linha 10 como parte do redesenho das linhas 8, 10 e da antiga linha 14. O serviço entre Porte d'Auteuil e Jussieu foi prestado apenas dois dias depois, em 29 de julho, inicialmente limitado a La Motte-Picquet - Grenelle a leste.
Em 3 de junho de 1940, após o bombardeio das fábricas da Citroën que danificaram o túnel da linha naquele dia entre Chardon-Lagache e Mirabeau, a estação se torna temporariamente o seu terminal depois de Gare d'Orléans - Austerlitz (atual Gare d'Austerlitz). Três dias depois, um serviço de transporte único de Beaugrenelle foi fornecido para Porte d'Auteuil, antes de o serviço normal ser restaurado em 8 de junho.
Em 14 de julho de 1945, ela mudou seu nome em favor de Charles Michels, ao mesmo tempo que a place Beaugrenelle, renomeada em homenagem a Charles Michels (1903-1941), deputado comunista do 15.º arrondissement, fuzilado como refém pelos nazistas. A estação é, portanto, uma das oito da rede cujo nome foi alterado após a Segunda Guerra Mundial para homenagear a memória dos combatentes da resistência que morreram pela França, com Trinité - d'Estienne d'Orves (linha 12), Coronel Fabien (linha 2), Corentin Celton (linha 12), Guy Môquet (linha 13), Jacques Bonsergent (linha 5), Corentin Cariou (linha 7) e Marx Dormoy (linha 12).
Entre os anos 1950 e 2008, os pés-direitos foram revestidos de cambagem metálica com montantes verticais azuis e quadros publicitários dourados iluminadas, e as vigas de metal que sustentavam o teto da estação foram pintadas de azul. Antes da remoção dessa reforma para a estação como parte do programa “Renovação do metrô” da RATP, ela foi complementada por assentos “coque” característicos do estilo “Motte”, a cor dos painéis e do convés. Os trabalhos de modernização foram concluídos em 2009.
Em 2011, 3 892 728 passageiros entraram nesta estação. Em 2012, foram 3 990 775 passageiros. Foram contados 4 851 393 passageiros em 2015, o que a coloca na 90ª posição das estações de metrô por sua frequência em 302.

## Serviços para passageiros

### Acessos
A estação possui dois acessos, cada um composto por uma escada fixa decorada com uma balaustrada e um candelabro do tipo Dervaux:
- O acesso 1 "Place Charles-Michels" levando face ao no 11 desta praça;
- O acesso 2 "Rue des Entrepreneurs", localizado à direita do no 36 desta rua.

### Plataformas

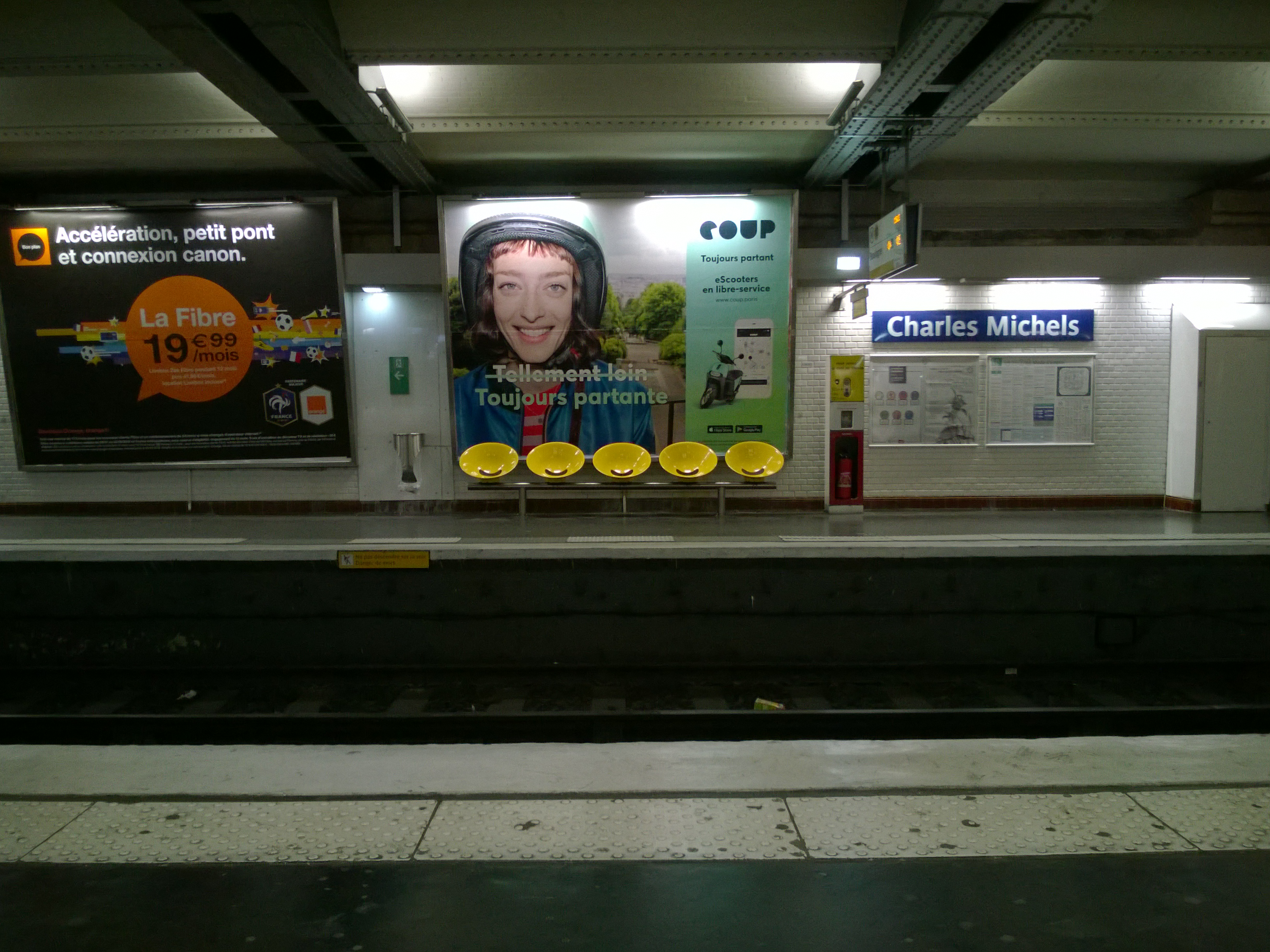
As plataformas da estação

Charles Michels é uma estação de configuração padrão: ela possui duas plataformas laterais separadas pelas vias do metrô. Estabelecido ao nível do solo, o teto é constituído por um convés de metal, cujas vigas de cor prateada são sustentadas por pés-direitos verticais. As telhas em cerâmica brancas biseladas recobrem os pés-direitos, os tímpanos e as saídas dos corredores. Os quadros publicitários, metálicos, são inclinados e o nome da estação é inscrito na fonte Parisine em placas esmaltadas. Os assentos são em estilo "Akiko" de cor amarela pálida. A iluminação é parcialmente indireta, projetada sobre os pés-direitos, as publicidades e as abóbadas de tijolos acima das plataformas.

### Intermodalidade
A estação é servida pelas linhas 42, 70 e 88 da rede de ônibus RATP. Além disso, ela é servida à noite pelas linhas N12 e N61 da rede de ônibus Noctilien.

## Pontos turísticos
- Centro comercial Beaugrenelle: a estação é a mais próxima do centro comercial, reconstruída em 2013.
- Rue Saint-Charles: a estação serve ao norte da seção de compras da rua, chamada "village Saint-Charles".
- Piscine Keller
- Square Pau-Casals